# Indamedia csoport
Az Indamedia csoport egy online kiadványokkal és online üzlettel foglalkozó cégcsoport.

## Története
Elődje a Közép Európai Média és Kiadó Zrt. (CEMP), illetve a CEMP SH Kft., majd a 2016. októberben alakult CEMP-X online Zrt. volt (amibe fokozatosan átkerültek a CEMP cégei), mely cég többek között az Index.hu Zrt.-nek is tulajdonosa volt.
A céget 2018 szeptemberében Spéder Zoltán addigi tulajdonos eladta Ziegler Gábor és Oltyán József vállalkozóknak.
2018 novemberében a cég átalakult Indamedia Network Zrt.-vé, mely a kiadóvállalatot, illetve Indamedia Sales Kft.-vé, mely a hirdetési felületeket értékesítő cégtevékenységet foglalta magában. A tulajdonosok továbbra is Ziegler és Oltyán maradtak.
2020 márciusában Vaszily Miklós megvásárolta Oltyán 50%-os tulajdonrészét.
2020. június 21-én az Index.hu szerkesztősége egy független értesítő oldalán jelezte, hogy a szerkesztőség függetlensége veszélyben van, aminek alapja a kiadvány hirdetési felületeit kizárólagosan értékesítő Indamedia általi befolyás lehet.

## Tagjai
- Indamedia Sales Kft.
- Indamedia Network Zrt.

## Ismert márkák
Az alábbi márkák vannak vagy a cég tulajdonában, vagy azok teljes hirdetési felületeit kezelik:
- blog.hu
- divany.hu (divány.hu Kft.)
- femina.hu (Femina Média Kft.)
- indafotó
- indamail
- indavideo
- index.hu
- napi.hu (napi.hu Kft.)
- port.hu (Port Ticket Kft.)
- totalbike
- totalcar.hu (TotalCar.hu Kft.)
- velvet